# Michael Schwarzmaier
Michael Schwarzmaier (Francoforte sul Meno, 11 settembre 1940) è un attore e doppiatore tedesco.

## Biografia
Dopo aver terminato la scuola, Schwarzmaier ha studiato lingua e letteratura tedesca per sette semestri. 
Ha iniziato a lavorare nei teatri studenteschi e ha preso lezioni di recitazione con Else Bongers, di canto con Elsa Varena e di danza con Ruth-Marie Strakosch.
Nel 1965/66 ha debuttato alla Landesbühne di Verden (Aller). 
Nel 1966/67 si esibisce al Deutsches Theater Göttingen, nel 1967/68 allo Städtische Bühnen Münster, dal 1968 al 1971 al Niedersächsisches Staatstheater Hannover, nel 1971/72 al Deutsche Kammerspiele di Buenos Aires, dal 1972 al 1974 al Münchner Kammerspiele e nel 1974 all'Hansa-Theater di Berlino. In seguito ha lavorato come libero professionista.
Schwarzmaier è stato sposato con Michaela Schwarzmaier (da nubile Steinhoff), dal 1983 al 2016. 
Dal matrimonio sono nati tre figli: Katharina Schwarzmaier, Caroline Schwarzmaier e Tim Schwarzmaier, tutti doppiatori.

## Filmografia

### Cinema
- Unordnung und frühes Leid - regia di Franz Seitz junior (1976)
- Die Undankbare - regia di Franz Josef Wild (1980)
- Hatschipuh - regia di (1987)
- Crazy Race 2 – Warum die Mauer wirklich fiel - regia di Christoph Schrewe (2004)
- Erkan & Stefan: Der Tod kommt krass - regia di Michael Karen (2005)
- Das Geheimnis des Königssees - regia di Marcus O. Rosenmüller (2008)

### Televisione
- Der Herr Kottnik - serie TV (1974)
- Freiwillige Feuerwehr - serie TV (1976)
- Inspektion Lauenstadt - serie TV (1976)
- Lady Audleys Geheimnis - regia di Wilhelm Semmelroth - film TV (1978)
- Die Knapp-Familie - serie TV (1981)
- Unsere schönsten Jahre - serie TV (1983)
- La clinica della Foresta Nera (Die Schwarzwaldklinik) - serie TV (1985)
- Happy Holiday - serie TV (1992)
- Rußige Zeiten - serie TV (1993)
- Jede Menge Leben - serie TV (1995)
- Dr. Stefan Frank - Der Arzt, dem die Frauen vertrauen - serie TV (1999)
- Lotta in Love - serie TV (2006-2007)
- Omicidi nell'alta società (Mord in bester Gesellschaft) - serie TV (2011)
- Hubert ohne Staller - serie TV (2023)

## Doppiaggio
- William Hartnell, Peter Davison, Tom Baker, Jon Pertwee, Patrick Troughton, Colin Baker, Sylvester McCoy, Paul McGann in Doctor Who
- Lorenzo Lamas in Falcon Crest
- Michael Gross in Casa Keaton
- Geoff Pierson in E vissero infelici per sempre
- Alan Thicke in This Is Us
- Tamer Burjaq in One Piece
- Uomo Ragno in L'Uomo Ragno e i suoi fantastici amici
- Narratore in Pokémon
- Soun Tendo in Ranma ½
- Nefertari Cobra e Blueno in One Piece
- John Herbert in I Griffin
- Joe Quimby in I Simpson - Il film
- Glicerina in Lupo Alberto